# Yomiuri Football Club 1977
Questa voce raccoglie le informazioni riguardanti lo Yomiuri Football Club nelle competizioni ufficiali della stagione 1977.

## Stagione
Rafforzato dall'arrivo del portiere dell'Eidai Kiyoshi Takada e del centrocampista brasiliano Ruy Ramos, lo Yomiuri iniziò l'anno con un'immediata eliminazione dalla Japan Soccer League Cup, per poi giungere sino ai quarti di finale della Coppa dell'Imperatore, dove uscì per mano dello Yanmar Diesel. In campionato la squadra rimase invece saldamente alla vetta della classifica, guadagnandosi l'accesso ai playoff per la promozione in prima divisione, in cui prevalse con una doppia vittoria sul Toyota Motors.

## Maglie e sponsor
Alla consueta maglia verde con colletto, se ne affiancano una simile con un motivo bianco a "Y", prodotta dall'Adidas e una interamente blu utilizzata per le gare esterne.
| Manica sinistra · Maglietta · Maglietta · Manica destra · Pantaloncini · Calzettoni | Manica sinistra · Maglietta · Maglietta · Manica destra · Pantaloncini · Calzettoni | Manica sinistra · Maglietta · Manica destra · Pantaloncini · Calzettoni |  |

## Organigramma societario
Area tecnica
- Allenatore: Shōichi Nishimura
- Vice allenatore: Ryōichi Aikawa
- Team manager: Hideo Sato

## Rosa
| N. |                     | Ruolo | Calciatore              |
| -- | ------------------- | ----- | ----------------------- |
| 1  | Giappone (bandiera) | P     | Kiyoshi Takada          |
| 2  | Giappone (bandiera) | D     | Tadashi Sekiguchi       |
| 3  | Giappone (bandiera) | D     | Yasutarō Matsuki        |
| 5  | Giappone (bandiera) | D     | Kenji Saeki             |
| 6  | Giappone (bandiera) | C     | Yukitaka Omi (Capitano) |
| 7  | Brasile (bandiera)  | C     | Jairo Matos             |
| 8  | Brasile (bandiera)  | C     | Ruy Ramos               |
| 9  | Brasile (bandiera)  | A     | George Yonashiro        |

| N. |                     | Ruolo | Calciatore         |
| -- | ------------------- | ----- | ------------------ |
| 10 | Giappone (bandiera) | A     | Shoji Wago         |
| 11 | Giappone (bandiera) | A     | Toshiki Okajima    |
| 15 | Giappone (bandiera) | A     | Kazuaki Hamaguchi  |
| 26 | Giappone (bandiera) | C     | Takekazu Suzuki    |
| 27 | Giappone (bandiera) | A     | Akira Yamaguchi    |
|    | Giappone (bandiera) | D     | Junji Imuro        |
|    | Giappone (bandiera) | C     | Yoshiaki Hashimoto |

## Statistiche

### Statistiche di squadra
| Competizione          | Punti | Totale | Totale  | Totale | Totale  | Totale | Totale | DR  |
| Competizione          | Punti | G      | V (dcr) | N      | P (dcr) | Gf     | Gs     | DR  |
| --------------------- | ----- | ------ | ------- | ------ | ------- | ------ | ------ | --- |
| JSL Division 2        | 47    | 18     | 11 (1)  | -      | 5 (1)   | 41     | 19     | +22 |
| JSL Cup               | -     | 4      | 0       | 1      | 3       | 4      | 14     | -10 |
| Coppa dell'Imperatore | -     | 3      | 2       | 0      | 1       | 8      | 4      | +4  |
| Totale                | -     | 25     | 14      | 1      | 10      | 52     | 37     | +15 |

### Statistiche dei giocatori
| Giocatore    | JSL Division 1 | JSL Division 1 | JSL Cup  | JSL Cup | Coppa dell'Imperatore | Coppa dell'Imperatore | Totale   | Totale |
| Giocatore    | Presenze       | Reti           | Presenze | Reti    | Presenze              | Reti                  | Presenze | Reti   |
| ------------ | -------------- | -------------- | -------- | ------- | --------------------- | --------------------- | -------- | ------ |
| K. Hamaguchi | 18             | 3              | 4        | 0       | 2                     | 0                     | 24       | 3      |
| Y. Hashimoto | 1+             | ?              | ?        | ?       | ?                     | ?                     | 1+       | ?      |
| J. Imuro     | 1+             | ?              | ?        | ?       | ?                     | ?                     | 1+       | ?      |
| J. Matos     | ?              | ?              | ?        | ?       | ?                     | ?                     | ?        | ?      |
| Y. Matsuki   | 18             | 0              | 4        | 0       | 3                     | 0                     | 25       | 0      |
| T. Okajima   | 17             | 11             | 4        | 1       | 1                     | 0                     | 22       | 12     |
| Y. Omi       | 18             | 3              | 4        | 0       | 2                     | 0                     | 24       | 3      |
| R. Ramos     | 4              | 5              | 0        | 0       | 2                     | 1                     | 6        | 6      |
| K. Saeki     | 1+             | ?              | ?        | ?       | ?                     | ?                     | 1+       | ?      |
| T. Sekiguchi | 1+             | ?              | ?        | ?       | ?                     | ?                     | 1+       | ?      |
| T. Suzuki    | 17             | 2              | 4        | 1       | 2                     | 2                     | 23       | 5      |
| K. Takada    | 1+             | -2+            | ?        | -?      | ?                     | -?                    | 1+       | -2+    |
| S. Wago      | 1+             | ?              | ?        | ?       | ?                     | ?                     | 1+       | ?      |
| G. Yonashiro | 17             | 7              | 2        | 1       | 3                     | 1                     | 22       | 9      |